# Retour vers l'enfer
Pour plus de détails, voir Fiche technique et Distribution.
Retour vers l'enfer (titre original : Uncommon Valor) est un film américain réalisé par Ted Kotcheff, sorti en 1983.

## Synopsis
Le colonel Jason Rhodes ne trouve plus le sommeil. Savoir que son fils Frank est prisonnier au Viêt-nam depuis maintenant des années le rend fou. Après avoir épuisé toutes les ressources de la diplomatie officielle qui le rejette, il fait appel à des aventuriers et des mercenaires pour obtenir des renseignements à la source. Le plus souvent trompé par des escrocs, il persévère jusqu'à ce qu'un de ses anciens collègues lui apporte une preuve de vie de son fils. Grâce au richissime MacGregor qui, lui aussi, a un fils prisonnier, il recrute les anciens frères d'armes de son fils afin de monter une opération de sauvetage. Après un entraînement intensif, dirigé par un jeune ex-marine trop prétentieux pour ces vétérans, le commando passe à l'action. Mais, sitôt arrivé en Thaïlande, la C.I.A. leur tombe dessus et fait confisquer toutes leurs armes avant de les faire arrêter. Bloqués et presque sans argent, ils réussiront malgré tout à se rééquiper et partiront vers la frontière avec un ancien trafiquant déchu et ses filles. Arrivés sur place, les uns partiront dans une base dérober des hélicoptères tandis que les autres vont attaquer le camp de prisonniers et libérer les américains. Après une bataille épique, ils sauveront quelques hommes dont le fils de MacGregor qui révélera que Frank est mort quelques semaines plus tôt de maladie. Rentré au pays, le colonel, ayant rendu son fils à MacGregor, retrouvera sa femme, soulagé d'avoir fait ce qu'il fallait et de savoir enfin la vérité.

## Fiche technique
- Titre français : Retour vers l'enfer
- Titre original : Uncommon Valor
- Réalisation : Ted Kotcheff
- Scénario : Joe Gayton
- Photographie : Stephen H. Burum
- Montage : Mark Melnick
- Musique : James Horner
- Producteur : Buzz Feitshans (en) & John Milius
- Sociétés de production : Paramount Pictures & Milius-Feitshans
- Société de distribution : Paramount Pictures
- Pays de production :  États-Unis
- Langue : Anglais américain
- Format : Couleur - Dolby - 35 mm - 1.85:1
- Genre : Action, Guerre
- Durée : 105 min
- Dates de sortie :
  - États-Unis : 16 décembre 1983
  - France : 18 avril 1984
- Affiche : Jouineau Bourduge (France)

## Distribution
- Gene Hackman (VF : Yves Barsacq) : Le Colonel Jason Rhodes
- Fred Ward (VF : Michel Paulin) : Wilkes
- Reb Brown (VF : Hervé Bellon) : Plastic
- Randall "Tex" Cobb (VF : Alain Dorval) : Cirrhose
- Patrick Swayze (VF : Philippe Bellay) : Kevin Scott
- Tim Thomerson (VF : Joël Martineau) : Charts
- Harold Sylvester (VF : Tola Koukoui) : Johnson
- Robert Stack (VF : Jacques Deschamps) : MacGregor
- Alice Lau : Lai Fun
- Kwan Hi Lim (en) : Jiang
- Jane Kaczmarek (VF : Béatrice Delfe) : Mme Wilkes
- Constance Forslund (VF : Martine Messager) : Mme Charts
- Charles Aidman (VF : Edmond Bernard) : Le sénateur Hastings
- Gloria Stroock : Mrs. MacGregor